# Alluaudomyia pseudomarginalis
Alluaudomyia pseudomarginalis är en tvåvingeart som beskrevs av Wirth och Mercedes Delfinado 1964. Alluaudomyia pseudomarginalis ingår i släktet Alluaudomyia och familjen svidknott. Inga underarter finns listade i Catalogue of Life.